# 3129 Bonestell
3129 Bonestell (1979 MK2) là một tiểu hành tinh vành đai chính được phát hiện ngày 25 tháng 6 năm 1979 bởi Helin, E. F. và Bus, S. J. ở Siding Spring. Nó được đặt theo tên Chesley Bonestell.